# NGC 3572
NGC 3572 је расејано звездано јато у сазвежђу Прамац које се налази на NGC листи објеката дубоког неба.
Деклинација објекта је - 60° 14' 38" а ректасцензија 11h 10m 26,6s. Привидна величина (магнитуда) објекта NGC 3572 износи 6,6. NGC 3572 је још познат и под ознакама OCL 846, ESO 129-SC1.